# Coenocyathus goreaui
Espèce
Coenocyathus goreaui est une espèce de coraux appartenant à la famille des Caryophylliidae.